# Fire Dances
Fire Dances – czwarty studyjny album angielskiego zespołu Killing Joke i pierwszy, na którym pojawił się basista Paul Raven. Album został wydany ponownie w roku 2008 przez EMI w odnowionej wersji wraz z utworami bonusowymi.
Wspomniane bonusy, to: niezawarte na pierwotnej wersji albumu single „Me or You?” i „Wilful Days”, „Dominator (version)” ze strony B singla „Let's All Go (to the Fire Dances)”, niewydana wcześniej, oryginalna wersja utworu „The Gathering” oraz cztery piosenki z sesji nagraniowej dla Johna Peela z 12 lipca 1983.

## Spis utworów
Wszystkie utwory autorstwa Coleman/Ferguson/Raven/Walker.
1. „The Gathering” – 3:11
2. „Fun & Games” – 4:05
3. „Rejuvenation” – 4:00
4. „Frenzy” – 3:46
5. „Harlequin” – 3:57
6. „Feast of Blaze” – 3:35
7. „Song & Dance” – 5:13
8. „Dominator” – 4:28
9. „Let's All Go (to the Fire Dances)” – 3:19
10. „Lust Almighty” – 3:50
11. „Me Or You?”* – 3:11
12. „Wilful Days”* – 5:01
13. „Dominator” (version)* – 5:33
14. „The Gathering” (original alt version)* – 3:25
15. „Dominator” (John Peel Session)* – 5:40
16. „Frenzy” (John Peel Session)* – 3:40
17. „Wilful Days” (John Peel Session)* – 6:00
18. „Harlequin” (John Peel Session)* – 3:56

(*) Utwory bonusowe na odnowionym wydaniu (EMI, 2008).

## Skład zespołu
- Jaz Coleman – śpiew, syntezatory
- Kevin „Geordie” Walker – gitara
- Paul Raven – gitara basowa
- Paul Ferguson – perkusja, śpiew